# Nationalpark Cerro de la Estrella
Der Nationalpark Cerro de la Estrella liegt auf dem Berg Cerro de la Estrella im Bezirk Iztapalapa von Mexiko-Stadt. Heute hat der Nationalpark eher den Charakter eines städtischen Parks.
Ursprünglich wurde der Park mit 1100 Hektar 1938 eingerichtet und wird bis heute von der IUCN in dieser Größe geführt. Durch die wachsende Stadt und die daraus resultierende Bebauung geriet der Park unter Druck, so dass er heute noch eine Fläche von unter 200 Hektar aufweist. Schutzziel war es den Berg Cerro de la Estrella zu schützen und die kulturellen und archäologischen Fragmente aus der Teotihuacan-Kultur zu bewahren.